# Filip Novák
Filip Novák (n. 26 iunie 1990, Přerov⁠(d), Republica Cehă și Slovacă, Cehia) este un fotbalist ceh liber de contract, care joacă pe post de fundaș. Pe plan internațional, are prezențe la națională pentru Cehia U19⁠(d), Cehia U19⁠(d), Cehia U21⁠(d) și Cehia U20⁠(d). El deține recordul primei ligi din Cehia pentru cele mai multe goluri marcate într-un sezon de un fundaș, cu 11 goluri marcate în sezonul 2014-2015.

## Cariera pe echipe
Filip Novák a început să joace fotbal pentru echipa gazdă din Přerov. S-a transferat la FC Zlín în 2007 și apoi a semnat pentru FK Baumit Jablonec în 2011.

### FC Tescoma Zlín
A jucat pentru prima dată în Prima Ligă din Cehia împotriva lui Příbram când avea 18 ani. Apoi a jucat doar un meci întreg înainte ca echipa sa să retrogradeze în a doua ligă la sfârșitul sezonului 2008-2009. Retrogradarea a fost un avantaj pentru el, pentru că a jucat într-o competiție mai puțin puternică, având ocazia să devină unul din cei mai importanți jucători ai echipei.

### FK Baumit Jablonec
În iulie 2011, s-a transferat la Jablonec. El a marcat primul gol în Prima Ligă din Cehia împotriva lui Dukla Praga la 1 octombrie 2012. La 17 mai 2013, Novák a câștigat Cupa Cehie cu Jablonec, după ce a fost integralist în finală și a înscris de la loviturile de departajare. El a câștigat Supercupa Cehiei împotriva câștigătoarei campionatului, FC Viktoria Plzeň cu Jablonec pe 12 iulie 2013. Prin câștigarea Cupei Cehiei în sezonul precedent, Jablonec s-a calificat în UEFA Europa League, unde a eliminat-o pe Strømsgodset IF în turul trei preliminar, dar a fost  eliminată de Real Betis în play-off.

## La națională

### Echipa națională de tineret
Novák a făcut parte din echipa națională de fotbal a Cehiei sub 21 de ani, care a jucat în calificaările pentru Campionatul European sub 21 din 2013. El a marcat primul său gol pentru naționala sub 21 în fața Țării Galilor. Echipa sa câștigat grupa a treia din calificări, dar, din nefericire, a fost învinsă de Rusia în play-offul pentru turneul final.

### Echipa națională
Debutul său pentru echipa națională de fotbal a Cehiei a venit la data de 31 martie 2015 într-un meci amical împotriva Slovaciei în Zilina, în care a jucat în ultimele 10 minute ale meciului.